# Second Winter
Albums de Johnny Winter
Johnny Winter
(1968) Johnny Winter And
(1970)
Singles
1. Johnny B. Goode
Sortie : janvier 1970

Second Winter est le troisième album studio du musicien américain Johnny Winter. Il est paru le 27 octobre 1969 sur le label Columbia Records et a été produit par Johnny Winter lui-même. 
Second album de Johnny Winter pour Columbia Records, d'où le titre (« second » alors qu'il s'agit en fait du troisième). Dernier album avec la formation originale et premier album de Johnny Winter en collaboration avec son frère Edgar. Premier album de l'histoire du rock à trois faces enregistrées : après avoir enregistré onze titres et ne sachant quels titres choisir pour faire figurer sur un album de format classique (8 ou 9 titres), Johnny Winter décida de les prendre tous et grava donc une face supplémentaire. Cinq titres sur les onze sont des reprises.
En 2004, l'album sera réédité sous forme d'un double disque compact. Le premier CD comporte les onze titres de l'album original plus deux titres inédits, le deuxième CD comporte neuf titres qui ont été enregistrés le 17 avril 1970 au Royal Albert Hall de Londres.
Cet album se classa à la 55e place du Billboard 200 aux États-Unis.

## Liste des titres

### Version originale
Face 1
| No | Titre         | Auteur         | Durée |
| -- | ------------- | -------------- | ----- |
| 1. | Memory Pain   | Percy Mayfield | 5:34  |
| 2. | I'm Not Sure  | Johnny Winter  | 5:23  |
| 3. | The Good Love | Dennis Collins | 4:43  |

Face 2
| No | Titre                | Auteur                                                    | Durée |
| -- | -------------------- | --------------------------------------------------------- | ----- |
| 1. | Slippin' and Slidin' | Edwin Bocage, Albert Collins, Little Richard, James Smith | 2:47  |
| 2. | Miss Ann             | Enotris Johnson, Little Richard                           | 3:41  |
| 3. | Johnny B. Goode      | Chuck Berry                                               | 2:49  |
| 4. | Highway 61 Revisited | Bob Dylan                                                 | 5:07  |

Face 3
| No | Titre                 | Auteur | Durée |
| -- | --------------------- | ------ | ----- |
| 1. | I Love Everybody      | Winter | 3:43  |
| 2. | Hustled Down in Texas | Winter | 3:32  |
| 3. | I Hate Everybody      | Winter | 2:33  |
| 4. | Fast Life Rider       | Winter | 7:00  |

### Version Legacy 2004
Disc 1
| No  | Titre                 | Auteur                                                    | Durée |
| --- | --------------------- | --------------------------------------------------------- | ----- |
| 1.  | Memory Pain           | Percy Mayfield                                            | 5:34  |
| 2.  | I'm Not Sure          | Johnny Winter                                             | 5:23  |
| 3.  | The Good Love         | Dennis Collins                                            | 4:43  |
| 4.  | Slippin' and Slidin'  | Edwin Bocage, Albert Collins, Little Richard, James Smith | 2:47  |
| 5.  | Miss Ann              | Enotris Johnson, Little Richard                           | 3:41  |
| 6.  | Johnny B. Goode       | Chuck Berry                                               | 2:49  |
| 7.  | Highway 61 Revisited  | Bob Dylan                                                 | 5:07  |
| 8.  | I Love Everybody      | Winter                                                    | 3:43  |
| 9.  | Hustled Down in Texas | Winter                                                    | 3:32  |
| 10. | I Hate Everybody      | Winter                                                    | 2:33  |
| 11. | Fast Life Rider       | Winter                                                    | 7:00  |
| 12. | Early in the Morning  | Dallas Bartley, Leo Hickman, Louis Jordan                 | 3:49  |
| 13. | Tell the Truth        | Lowman Pauling                                            | 4:30  |

Disc 2
| No | Titre                      | Auteur                                         | Durée |
| -- | -------------------------- | ---------------------------------------------- | ----- |
| 1. | Help Me                    | Ralph Bass, Sonny Boy Williamson, Willie Dixon | 4:59  |
| 2. | Johnny B. Goode            | Berry                                          | 3:41  |
| 3. | Mama Talk to Your daughter | Alex Atkins, J.B. Lenoir                       | 5:16  |
| 4. | It's Only my Fault         | B.B. King, Jules Staub                         | 12:00 |
| 5. | Black Cat Bones            | Winter                                         | 5:38  |
| 6. | Mean Town Blues            | Winter                                         | 11:12 |
| 7. | Tobacco Road               | John D. Loudermilk                             | 11:05 |
| 8. | Frankenstein               | Edgar Winter                                   | 9:11  |
| 9. | Tell the Truth             | Pauling                                        | 9:08  |

## Musiciens
- Johnny Winter : chant, guitare.
- Edgar Winter : claviers, saxophone.
- Tommy Shannon : basse.
- « Uncle » John Turner : batterie.

## Informations sur le contenu de l'album
- Johnny B. Goode est une reprise d'une chanson de Chuck Berry de 1958. Elle est également sortie en single.
- Memory Pain est une reprise de Percy Mayfield de 1957.
- The Good Love a été écrit par Dennis Collins pour Johnny Winter.
- Slippin' and Slidin' est une reprise de Little Richard de 1956.
- Miss Ann est une reprise de Little Richard de 1957.
- Highway 61 Revisited est une reprise de Bob Dylan de 1965.
- Tell the Truth est une reprise des "5" Royales de 1958, popularisée par Ray Charles.

## Charts

### Album
| Pays                          | Durée du classement | Meilleur classement | Date             |
| ----------------------------- | ------------------- | ------------------- | ---------------- |
| Canada (RPM)                  | 10 semaines         | 60e                 | 10 janvier 1970  |
| États-Unis (Billboard 200)    | 17 semaines         | 55e                 | 27 décembre 1969 |
| Royaume-Uni (UK Albums Chart) | 2 semaines          | 59e                 | 10 mai 1970      |

### Single
| Single          | Chart     | Durée du classement | Position | Date            |
| --------------- | --------- | ------------------- | -------- | --------------- |
| Johnny B. Goode | (Hot 100) | 3 semaines          | 92e      | 24 janvier 1970 |